# FELDA United Football Club
Il Felda United Football Club era una società calcistica malese con sede a Jengka, Pahang, di proprietà della Malaysian Federal Land Development Authority (FELDA).Il club ha militato nel campionato di calcio malese fino al 2020.[4][5]
La squadra ha giocato l'ultima volta nella stagione 2020 della Liga Super, il massimo campionato malese, in seguito alla vittoria della Liga Premier nel 2018[6]. Il club ha deciso di non iscriversi alla Liga Premier 2021 citando come causa il mancato supporto finanziario.[7][8]